# سيلينيد الزئبق
سيلينيد الزئبق (HgSe) عبارة عن مركب كيميائي من الزئبق و السيلينيوم . وهي مادة صلبة بلورية ذات لون أسود - رمادي شبه معدنية مع تركيب السفاليريت . ثابت الشبكة 0.608 نانومتر .
أيضاً ، قد يُنسب سيلينيد الزئبق إلى المركبات الكيميائية التالية : HgSe2 و HgSe8 .
HgSe هو سيلينيد الزئبق الثنائي بدقة . يوجد سيلينيد الزئبق HgSe في الطبيعة على هيئة معدن التيمينيت .
جنباً إلى جنب مع المركبات ثنائية التكافؤ - سداسية التكافؤ الأخرى ، يمكن أن تتكون بلورات نانونية غروية من سيلينيد الزئبق HgSe .

## تطبيقاته
- يستخدم السيلينيوم في المرشحات في بعض مصانع الصلب لإزالة الزئبق من غازات العادم . الناتج الصلب المتكون هو HgSe .
- يمكن أن يستخدم سيلينيد الزئبق كأومية الاتصال لأشباه الموصلات ذات الفجوة الواسعة الثنائية - السادسة مثل سيلينيد الزنك أو أكسيد الزنك

## سمّيته
سيلينيد الزئبق HgSe غير سام طالما لم يتمّ تناوله بسبب انعدام ذائبيته . وتتصاعد أبخرة سيلينيد الهيدروجين السامة عند تعرض سيلينيد الزئبق للأحماض . مركب سيلينيد الزئبق مستقر نسبياً هذا يعني أنه أقل سمّية من عنصر الزئبق أو العديد من مركبات الزئبق العضومعدنية . للسيلينيوم قدرة على تكوين معقدات مع الزئبق وهذا يوحي إلى نقص سمية الزئبق في الأسماك في أعماق البحار على الرغم من وجود مستويات عالية من الزئبق .

## وصلات خارجية
- http://ctdp.ensmp.fr/species/Tiemannite.html نسخة محفوظة 19 أكتوبر 2005 على موقع واي باك مشين.
- List of related Hg chalcogenides نسخة محفوظة 30 يونيو 2007 at Archive.is